# Eriocaulon atratum
Eriocaulon atratum är en gräsväxtart som beskrevs av Friedrich August Körnicke. Eriocaulon atratum ingår i släktet Eriocaulon och familjen Eriocaulaceae.
Artens utbredningsområde är Sri Lanka. Inga underarter finns listade i Catalogue of Life.